# Gnetum africanum
Gnetum africanum es una especie de gimnospermas, de la familia Gnetaceae.

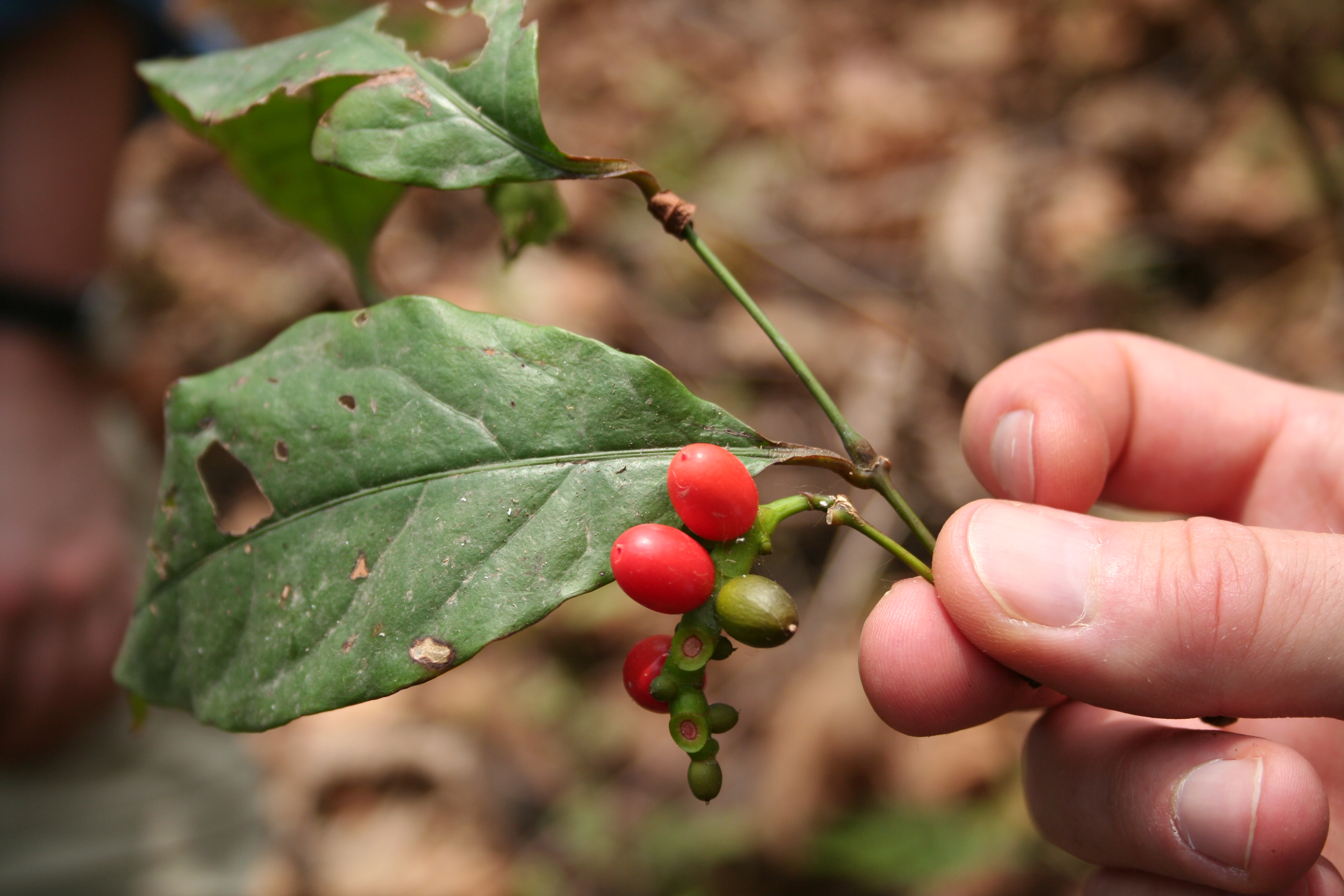
Frutos

## Localización
Esta especie se distribuye en varios países de África.

## Características
Hojas ovoides, elípticas, opuestas y simples, tienen una longitud de entre 10 y 13 cm y una anchura de 3,5 cm.

## Usos
Las hojas de esta especie son comestibles; una forma común en la preparación es cortar las hojas en tiras pequeñas que luego se cocinan con un hervor y se mezclan con mantequilla de maní.
Los agricultores de subsistencia en Camerún consiguen mejorar sus condiciones nutricionales, ambientales, sociales y económicas con el cultivo de esta especie. Además de participar en la nutrición se puede utilizar para propósitos medicinales.
Las hojas se utilizan como verdura para sopas y guisos como la llamada sopa de Eru o sopa Afang. Las hojas tiernas se venden en los mercados durante todo el año y pueden utilizarse en sopas y guisos o crudas. Las hojas pueden además ser usadas como remedio para las náuseas y dolores de garganta, o como apósito para las verrugas. El tallo de la planta también puede ser utilizado para fines medicinales, incluyendo la reducción del dolor durante el parto. Además, produce un tubérculo utilizado como fuente de alimento  y similar al ñame.   Finalmente, las semillas pueden también ser cocinadas.
Es una buena fuente de proteínas y es rica en aminoácidos esenciales y no esenciales. Contiene ácido glutámico, leucina, y ácido aspártico, con bajos niveles de histidina, y cisteína, mientras que parece que  hay trazas de cantidades de triptófano en la planta. El contenido de aminoácidos que se encuentra es similar a los niveles recomendados por la FAO. Las concentraciones de yodo también son altas. Los niveles medios de fibra son de aproximadamente 33,4 g/100 g en hojas secas, mientras que la ingesta diaria recomendada de fibra es de 30 g. Se le atribuyen propiedades como antiinflamatorio, anticancerígeno y antioxidante.
Económicamente, se puede utilizar como ingreso suplementario ya que está disponible durante todo el año, para los agricultores rurales de Camerún. Las hojas sanas con una gruesa textura similar a la cera son las preferidas en los mercados y reciben el valor más alto; el eru permanece libre de impuestos en los mercados locales. Dado que las hojas pueden ser consumidas como verdura y el tubérculo en casos de hambruna, puede también aumentar la seguridad alimentaria general de los hogares rurales.

## Taxonomía
Gnetum africanum fue descrita por Friedrich Welwitsch  y publicado en Flora of Tropical Africa 6(2): 330. 1917.